# Kasseler Sport-Verein Hessen Kassel 2021-2022
Questa voce raccoglie le informazioni riguardanti il Kasseler Sport-Verein Hessen Kassel nelle competizioni ufficiali della stagione 2021-2022.

## Stagione
Nella stagione 2021-2022 l'Hessen Kassel, allenato da Tobias Damm, concluse il campionato di Regionalliga sudovest al 7º posto.

## Rosa
| N. |                     | Ruolo | Calciatore         |
| -- | ------------------- | ----- | ------------------ |
| 1  | Germania (bandiera) | P     | Maximilian Zunker  |
| 2  | Germania (bandiera) | D     | Alexander Mißbach  |
| 3  | Germania (bandiera) | C     | Pascal Maiwald     |
| 4  | Germania (bandiera) | D     | Kevin Nennhuber    |
| 5  | Germania (bandiera) | D     | Hendrik Starostzik |
| 6  | Germania (bandiera) | C     | Aram Kahraman      |
| 7  | Germania (bandiera) | A     | Jon Mogge          |
| 8  | Germania (bandiera) | C     | Frederic Brill     |
| 9  | Germania (bandiera) | A     | Marcel Fischer     |
| 11 | Germania (bandiera) | C     | Jascha Döringer    |
| 12 | Germania (bandiera) | P     | Nicolas Gröteke    |
| 14 | Germania (bandiera) | C     | Tim Dierßen        |
| 15 | Germania (bandiera) | C     | Steven Rakk        |
| 16 | Germania (bandiera) | C     | Serkan Durna       |
| 17 | Svizzera (bandiera) | A     | Daniele Vesco      |
| 18 | Germania (bandiera) | C     | Malte Suntrup      |

| N. |                     | Ruolo | Calciatore           |
| -- | ------------------- | ----- | -------------------- |
| 19 | Germania (bandiera) | C     | Mate Mustapić        |
| 20 | Germania (bandiera) | D     | Tim-Philipp Brandner |
| 21 | Germania (bandiera) | C     | Ingmar Merle         |
| 23 | Germania (bandiera) | D     | Paul Stegmann        |
| 24 | Italia (bandiera)   | D     | Leonardo Zornio      |
| 25 | Germania (bandiera) | C     | Marco Dawid          |
| 26 | Germania (bandiera) | C     | Nils Stendera        |
| 29 | Germania (bandiera) | A     | Moritz Flotho        |
| 31 | Germania (bandiera) | D     | Maurice Springfeld   |
| 32 | Germania (bandiera) | D     | Nael Najjar          |
| 33 | Germania (bandiera) | A     | Lukas Iksal          |
| 34 | Germania (bandiera) | P     | Leart Havolli        |
| 35 | Germania (bandiera) | P     | Moritz Schunke       |
| 36 | Germania (bandiera) | P     | Niklas Neumann       |
| 38 | Germania (bandiera) | P     | Jonas Ferl           |
| 39 | Germania (bandiera) | P     | Niklas Hartmann      |

## Organigramma societario
Area tecnica
- Allenatore: Tobias Damm
- Allenatore in seconda: Sebastian Busch
- Preparatore dei portieri: Michael Gibhardt
- Preparatori atletici:
- Analisi video:

## Calciomercato

### Sessione estiva
| Acquisti | Acquisti           | Acquisti                 | Acquisti |
| R.       | Nome               | da                       | Modalità |
| -------- | ------------------ | ------------------------ | -------- |
| A        | Daniele Vesco      | Basilea II               |          |
| C        | Nils Stendera      | Eintracht Francoforte    |          |
| C        | Jascha Döringer    | Eintracht Stadtallendorf |          |
| C        | Steven Rakk        | Alemannia Aquisgrana     |          |
| P        | Moritz Schunke     | Paderborn II             |          |
| D        | Maurice Springfeld | Homburg                  |          |
| D        | Hendrik Starostzik | Gießen                   |          |
| D        | Paul Stegmann      | Baunatal U19             |          |

| Cessioni | Cessioni             | Cessioni           | Cessioni |
| R.       | Nome                 | a                  | Modalità |
| -------- | -------------------- | ------------------ | -------- |
| A        | Mahir Sağlık         | Verl               |          |
| D        | Luis Allmeroth       | Sportfreunde Lotte |          |
| C        | Adrian Bravo-Sanchez | Rödinghausen       |          |
| P        | Jonas Labonte        | Baunatal           |          |
| A        | Sebastian Schmeer    | Baunatal           |          |
| D        | Robin Urban          | Velbert            |          |

### Sessione invernale
| Acquisti | Acquisti | Acquisti | Acquisti |
| R.       | Nome     | da       | Modalità |
| -------- | -------- | -------- | -------- |

| Cessioni | Cessioni        | Cessioni | Cessioni |
| R.       | Nome            | a        | Modalità |
| -------- | --------------- | -------- | -------- |
| A        | Mike Feigenspan | Meppen   |          |

## Risultati

### Regionalliga sudovest

#### Girone di andata
| Arbitro: | Ballweg |

|           |           |            |
| Vesco 88’ | Marcatori | 13’ Chessa |

| Arbitro: | Maier |

|                                          |           |              |
| Karataş 19’ Hummel 32’ Lewerenz 40’, 47’ | Marcatori | 85’ Stendera |

| Arbitro: | Bauer |

|                                          |           |                    |
| Mogge 35’ Merle 87’ (rig.) Schwechel 90’ | Marcatori | 19’ Kuol 68’ Šuver |

| Arbitro: | Brombacher |

|           |           |  |
| Güclü 59’ | Marcatori |  |

| Arbitro: | Greef |

|                               |           |  |
| Starostzik 6’, 52’ Flotho 87’ | Marcatori |  |

| Elversberg 11 settembre 2021, ore 14:00 CEST 6ª giornata | Elversberg | 0 – 0 referto | Hessen Kassel | Ursapharm-Arena (1 125 spett.)\| Arbitro: \| Forster \| |
| Arbitro:                                                 | Forster    |               |               |                                                         |

| Kassel 14 settembre 2021, ore 18:30 CEST 7ª giornata | Hessen Kassel | 0 – 0 referto | Kickers Offenbach | Auestadion (3 102 spett.)\| Arbitro: \| Schneider \| |
| Arbitro:                                             | Schneider     |               |                   |                                                      |

| Arbitro: | Michel |

|                      |           |           |
| Jann 52’ Wähling 75’ | Marcatori | 76’ Durna |

| Arbitro: | Heiker |

|                          |           |  |
| Flotho 66’ Schwechel 87’ | Marcatori |  |

| Arbitro: | Dennemärker |

|                                  |           |  |
| Proschwitz 25’ (rig.) Brenet 58’ | Marcatori |  |

| 2 ottobre 2021 11ª giornata |  | – turno di riposo |  |  |

| Arbitro: | Kampka |

|  |           |                                     |
|  | Marcatori | 12’ de Sousa Oelsner 44’ Fahrenholz |

| Arbitro: | Maier |

|            |           |                           |
| Quirin 73’ | Marcatori | 69’, 86’ Flotho 83’ Durna |

| Arbitro: | Lämmle |

|                            |           |  |
| Mißbach 47’ Starostzik 57’ | Marcatori |  |

| Arbitro: | Alt |

|          |           |                     |
| Krob 30’ | Marcatori | 45’, 71’ Feigenspan |

| Arbitro: | Schlosser |

|                |           |               |
| Springfeld 20’ | Marcatori | 55’ Novakovic |

| Arbitro: | Michel |

|                 |           |  |
| Klostermann 25’ | Marcatori |  |

| Arbitro: | Reimund |

|             |           |                                 |
| Fischer 67’ | Marcatori | 34’ Schmidt 40’ (rig.) Abruscia |

| Arbitro: | Hildenbrand |

|            |           |  |
| Sawada 75’ | Marcatori |  |

#### Girone di ritorno
| Arbitro: | Zemke |

|                               |           |                       |
| Chessa 35’ Fischer 41’ (aut.) | Marcatori | 7’ Vesco 61’ Döringer |

| Arbitro: | Michels |

|                                                         |           |  |
| Döringer 19’ Vesco 36’ (rig.) Najjar 42’ Feigenspan 71’ | Marcatori |  |

| Arbitro: | Brombacher |

|                   |           |                                    |
| Michel 68’ (rig.) | Marcatori | 14’ Najjar 45’ Vesco 76’ Schwechel |

| Kassel 18 dicembre 2021, ore 14:00 CET 23ª giornata | Hessen Kassel | 0 – 0 referto | FSV Francoforte | Auestadion (1 598 spett.)\| Arbitro: \| Dennemärker \| |
| Arbitro:                                            | Dennemärker   |               |                 |                                                        |

| Arbitro: | Kief |

|              |           |           |
| Bouziane 75’ | Marcatori | 88’ Iksal |

| Arbitro: | Wacker |

|  |           |                            |
|  | Marcatori | 57’ Mustafa 59’ Laprévotte |

| Arbitro: | Prigan |

|  |           |            |
|  | Marcatori | 72’ Flotho |

| Kassel 5 marzo 2022, ore 14:00 CET 27ª giornata | Hessen Kassel | 0 – 0 referto | Ulma | Auestadion (2 000 spett.)\| Arbitro: \| Heim \| |
| Arbitro:                                        | Heim          |               |      |                                                 |

| Arbitro: | Hasmann |

|                            |           |                       |
| Ekallé 16’ Crosthwaite 35’ | Marcatori | 40’ Dierßen 53’ Vesco |

| Kassel 20 marzo 2022, ore 14:00 CET 29ª giornata | Hessen Kassel | 0 – 0 referto | Hoffenheim II | Auestadion (1 248 spett.)\| Arbitro: \| Zemke \| |
| Arbitro:                                         | Zemke         |               |               |                                                  |

| 26 marzo 2022 30ª giornata |  | – turno di riposo |  |  |

| Walldorf 2 aprile 2022, ore 14:00 CEST 31ª giornata | Astoria Walldorf | 0 – 0 referto | Hessen Kassel | Dietmar-Hopp-Sportpark (200 spett.)\| Arbitro: \| Lämmle \| |
| Arbitro:                                            | Lämmle           |               |               |                                                             |

| Arbitro: | Heiker |

|                          |           |               |
| Döringer 14’ Fischer 74’ | Marcatori | 18’ Könighaus |

| Arbitro: | Forster |

|                                |           |             |
| Najjar 52’ (aut.) Portmann 90’ | Marcatori | 54’ Fischer |

| Arbitro: | Hofheinz |

|  |           |                                    |
|  | Marcatori | 34’ Zimmer 60’ Eichhorn 90’ Ampadu |

| Arbitro: | Reimund |

|                          |           |                                  |
| Bektashi 16’ Fischer 87’ | Marcatori | 38’ Döringer 74’ Iksal 81’ Mogge |

| Arbitro: | Forster |

|                                     |           |  |
| Mogge 47’ Flotho 72’ Dawid 83’, 90’ | Marcatori |  |

| Aalen 7 maggio 2022, ore 14:00 CEST 37ª giornata | Aalen     | 0 – 0 referto | Hessen Kassel | Ostalb Arena (1 328 spett.)\| Arbitro: \| Eckermann \| |
| Arbitro:                                         | Eckermann |               |               |                                                        |

| Arbitro: | Scotece |

|                           |           |  |
| Mogge 5’, 46’ Fischer 90’ | Marcatori |  |

## Statistiche

### Statistiche di squadra
| Competizione | Punti | In casa | In casa | In casa | In casa | In casa | In casa | In trasferta | In trasferta | In trasferta | In trasferta | In trasferta | In trasferta | Totale | Totale | Totale | Totale | Totale | Totale | DR |
| Competizione | Punti | G       | V       | N       | P       | Gf      | Gs      | G            | V            | N            | P            | Gf           | Gs           | G      | V      | N      | P      | Gf     | Gs     | DR |
| ------------ | ----- | ------- | ------- | ------- | ------- | ------- | ------- | ------------ | ------------ | ------------ | ------------ | ------------ | ------------ | ------ | ------ | ------ | ------ | ------ | ------ | -- |
| Regionalliga | 51    | 18      | 8       | 6       | 4       | 26      | 14      | 18           | 5            | 6            | 7            | 20           | 23           | 36     | 13     | 12     | 11     | 46     | 37     | +9 |
| Totale       | 51    | 18      | 8       | 6       | 4       | 26      | 14      | 18           | 5            | 6            | 7            | 20           | 23           | 36     | 13     | 12     | 11     | 46     | 37     | +9 |

### Andamento in campionato
| Giornata  | 1 | 2  | 3  | 4  | 5 | 6  | 7  | 8  | 9  | 10 | 11 | 12 | 13 | 14 | 15 | 16 | 17 | 18 | 19 | 20 | 21 | 22 | 23 | 24 | 25 | 26 | 27 | 28 | 29 | 30 | 31 | 32 | 33 | 34 | 35 | 36 | 37 | 38 |
| --------- | - | -- | -- | -- | - | -- | -- | -- | -- | -- | -- | -- | -- | -- | -- | -- | -- | -- | -- | -- | -- | -- | -- | -- | -- | -- | -- | -- | -- | -- | -- | -- | -- | -- | -- | -- | -- | -- |
| Luogo     | C | T  | C  | T  | C | T  | C  | T  | C  | T  |    | C  | T  | C  | T  | C  | T  | C  | T  | T  | C  | T  | C  | T  | C  | T  | C  | T  | C  |    | T  | C  | T  | C  | T  | C  | T  | C  |
| Risultato | N | P  | V  | P  | V | N  | N  | P  | V  | P  |    | P  | V  | V  | V  | N  | P  | P  | P  | N  | V  | V  | N  | N  | P  | V  | N  | N  | N  |    | N  | V  | P  | P  | V  | V  | N  | V  |
| Posizione | 7 | 18 | 10 | 12 | 9 | 10 | 10 | 12 | 10 | 12 | 12 | 13 | 12 | 9  | 8  | 8  | 8  | 10 | 11 | 11 | 10 | 8  | 8  | 8  | 8  | 8  | 8  | 9  | 8  | 9  | 8  | 7  | 8  | 9  | 8  | 7  | 7  | 7  |

Legenda:

Luogo: C = Casa; T = Trasferta. Risultato: V = Vittoria; N = Pareggio; P = Sconfitta.

### Statistiche dei giocatori
| T. Brandner   | 0  | 0 | 0  | 0 |
| F. Brill      | 29 | 0 | 14 | 0 |
| M. Dawid      | 9  | 2 | 0  | 0 |
| T. Dierßen    | 10 | 1 | 4  | 0 |
| S. Durna      | 26 | 2 | 4  | 0 |
| J. Döringer   | 35 | 4 | 6  | 0 |
| M. Feigenspan | 13 | 3 | 0  | 0 |
| J. Ferl       | 0  | 0 | 0  | 0 |
| M. Fischer    | 29 | 4 | 1  | 0 |
| M. Flotho     | 34 | 6 | 4  | 0 |
| N. Gröteke    | 19 | 0 | 0  | 0 |
| N. Hartmann   | 0  | 0 | 0  | 0 |
| L. Havolli    | 0  | 0 | 0  | 0 |
| L. Iksal      | 25 | 2 | 8  | 0 |
| A. Kahraman   | 30 | 0 | 3  | 0 |
| P. Maiwald    | 0  | 0 | 0  | 0 |
| I. Merle      | 14 | 1 | 2  | 0 |
| A. Mißbach    | 26 | 1 | 1  | 0 |
| J. Mogge      | 26 | 5 | 9  | 1 |
| M. Mustapić   | 0  | 0 | 0  | 0 |
| N. Najjar     | 34 | 2 | 5  | 0 |
| K. Nennhuber  | 14 | 0 | 2  | 0 |
| N. Neumann    | 0  | 0 | 0  | 0 |
| S. Rakk       | 17 | 0 | 4  | 0 |
| M. Schunke    | 1  | 0 | 0  | 0 |
| B. Schwechel  | 20 | 3 | 4  | 0 |
| M. Springfeld | 34 | 1 | 8  | 1 |
| H. Starostzik | 32 | 3 | 6  | 1 |
| P. Stegmann   | 3  | 0 | 0  | 0 |
| N. Stendera   | 21 | 1 | 3  | 0 |
| M. Suntrup    | 4  | 0 | 1  | 0 |
| D. Vesco      | 32 | 5 | 5  | 0 |
| L. Zornio     | 0  | 0 | 0  | 0 |
| M. Zunker     | 16 | 0 | 0  | 0 |